# جوزف مالکوم هریس
جوزف مالکوم هریس (انگلیسی: Joe Harris؛ زادهٔ ۶ سپتامبر ۱۹۹۱) بازیکن بسکتبال اهل ایالات متحده آمریکا است.
از باشگاه‌هایی که در آن بازی کرده‌است می‌توان به کلیولند کاوالیرز و بروکلین نتس اشاره کرد.